# جان اسلس هوبرت
جان اسلس هوبرت (به انگلیسی: John Sloss Hobart) سناتور سابق عضو حزب فدرالیست (آمریکا) بود. وی در سال ۱۷۹۸ میلادی سناتور ایالت نیویورک در سنای ایالات متحده آمریکا بود.